# Liste der Baudenkmale im Landkreis Rotenburg (Wümme)
Die Liste der Baudenkmale im Landkreis Rotenburg (Wümme) enthält die nach dem Niedersächsischen Denkmalschutzgesetz geschützten Baudenkmale im niedersächsischen Landkreis Rotenburg (Wümme). 
Der Übersicht und Länge halber ist die Liste nach den Städten und Gemeinden des Landkreises separiert. Diese Einteilung findet sich in der folgenden Tabelle, in der zu jedem Eintrag, soweit möglich, ein exemplarisches Foto eines Baudenkmals aus der jeweiligen Stadt oder Gemeinde zu finden ist.
| Bild | Stadt/Gemeinde    | Karte | Liste                                                  | Ortsteile |
| ---- | ----------------- | ----- | ------------------------------------------------------ | --------- |
|      | Ahausen           |       | Liste der Baudenkmale in Ahausen                       |           |
|      | Alfstedt          |       | Liste der Baudenkmale in Alfstedt                      |           |
|      | Anderlingen       |       | Liste der Baudenkmale in Anderlingen                   |           |
|      | Basdahl           |       | Liste der Baudenkmale in Basdahl                       |           |
|      | Bötersen          |       | Liste der Baudenkmale in Bötersen                      |           |
|      | Bothel            |       | Liste der Baudenkmale in Bothel (Niedersachsen)        |           |
|      | Breddorf          |       | Liste der Baudenkmale in Breddorf                      |           |
|      | Bremervörde       |       | Liste der Baudenkmale in Bremervörde                   |           |
|      | Brockel           |       | Liste der Baudenkmale in Brockel                       |           |
|      | Bülstedt          |       | Liste der Baudenkmale in Bülstedt                      |           |
|      | Deinstedt         |       | Liste der Baudenkmale in Deinstedt                     |           |
|      | Ebersdorf         |       | Liste der Baudenkmale in Ebersdorf (Niedersachsen)     |           |
|      | Elsdorf           |       | Liste der Baudenkmale in Elsdorf (Niedersachsen)       |           |
|      | Farven            |       | Liste der Baudenkmale in Farven                        |           |
|      | Fintel            |       | Liste der Baudenkmale in Fintel                        |           |
|      | Gnarrenburg       |       | Liste der Baudenkmale in Gnarrenburg                   |           |
|      | Groß Meckelsen    |       | Liste der Baudenkmale in Groß Meckelsen                |           |
|      | Gyhum             |       | Liste der Baudenkmale in Gyhum                         |           |
|      | Hamersen          |       | keine Baudenkmale verzeichnet                          |           |
|      | Hassendorf        |       | Liste der Baudenkmale in Hassendorf                    |           |
|      | Heeslingen        |       | Liste der Baudenkmale in Heeslingen                    |           |
|      | Hellwege          |       | Liste der Baudenkmale in Hellwege                      |           |
|      | Helvesiek         |       | Liste der Baudenkmale in Helvesiek                     |           |
|      | Hemsbünde         |       | Liste der Baudenkmale in Hemsbünde                     |           |
|      | Hemslingen        |       | Liste der Baudenkmale in Hemslingen                    |           |
|      | Hepstedt          |       | Liste der Baudenkmale in Hepstedt                      |           |
|      | Hipstedt          |       | Liste der Baudenkmale in Hipstedt                      |           |
|      | Horstedt          |       | Liste der Baudenkmale in Horstedt (Niedersachsen)      |           |
|      | Kalbe             |       | Liste der Baudenkmale in Kalbe (Niedersachsen)         |           |
|      | Kirchtimke        |       | Liste der Baudenkmale in Kirchtimke                    |           |
|      | Kirchwalsede      |       | Liste der Baudenkmale in Kirchwalsede                  |           |
|      | Klein Meckelsen   |       | Liste der Baudenkmale in Klein Meckelsen               |           |
|      | Lauenbrück        |       | Liste der Baudenkmale in Lauenbrück                    |           |
|      | Lengenbostel      |       | Keine Baudenkmale verzeichnet.                         |           |
|      | Oerel             |       | Liste der Baudenkmale in Oerel                         |           |
|      | Ostereistedt      |       | Liste der Baudenkmale in Ostereistedt                  |           |
|      | Reeßum            |       | Liste der Baudenkmale in Reeßum                        |           |
|      | Rhade             |       | Liste der Baudenkmale in Rhade                         |           |
|      | Rotenburg (Wümme) |       | Liste der Baudenkmale in Rotenburg (Wümme)             |           |
|      | Sandbostel        |       | Liste der Baudenkmale in Sandbostel                    |           |
|      | Scheeßel          |       | Liste der Baudenkmale in Scheeßel                      |           |
|      | Seedorf           |       | Liste der Baudenkmale in Seedorf (bei Zeven)           |           |
|      | Selsingen         |       | Liste der Baudenkmale in Selsingen                     |           |
|      | Sittensen         |       | Liste der Baudenkmale in Sittensen                     |           |
|      | Sottrum           |       | Liste der Baudenkmale in Sottrum                       |           |
|      | Stemmen           |       | Liste der Baudenkmale in Stemmen (Landkreis Rotenburg) |           |
|      | Tarmstedt         |       | Liste der Baudenkmale in Tarmstedt                     |           |
|      | Tiste             |       | Liste der Baudenkmale in Tiste                         |           |
|      | Vahlde            |       | Liste der Baudenkmale in Vahlde                        |           |
|      | Vierden           |       | Liste der Baudenkmale in Vierden                       |           |
|      | Visselhövede      |       | Liste der Baudenkmale in Visselhövede                  |           |
|      | Vorwerk           |       | Keine Baudenkmale verzeichnet.                         |           |
|      | Westertimke       |       | Keine Baudenkmale verzeichnet.                         |           |
|      | Westerwalsede     |       | Liste der Baudenkmale in Westerwalsede                 |           |
|      | Wilstedt          |       | Liste der Baudenkmale in Wilstedt                      |           |
|      | Wohnste           |       | Liste der Baudenkmale in Wohnste                       |           |
|      | Zeven             |       | Liste der Baudenkmale in Zeven                         |           |